# Thomas Robb
Thomas Robb, född 1946 i Detroit, är en amerikansk vit makt-ledare och identitetskristen pastor för Christian Revival Center. Han har sedan 1989 varit den nationella ledaren för Knights Party, även kända som Knights of the Ku Klux Klan, en avdelning av Ku Klux Klan. 
Thomas Robb föddes i Detroit, Michigan, växte upp i Tucson, Arizona och studerade på college i Colorado. 

## Klanen och politiska aktiviteter
Robb är idag (2024) pastor för Christian Revival Center i Zinc, Arkansas där han bland annat förespråkar rasism och antisemitism. Robbs webbplats "Thomas Robb Ministries" menar att de anglosaxiska, germanska, skandinaviska och besläktade folkslag är Bibelns folk ("THE people of the Bible").
1989 tog Robb över Knights of the Ku Klux Klan, dessförinnan ledd av David Duke. I ett försök att vinna acceptans bland allmänheten tog han titeln "Nationell direktör" istället för titeln "Imperial Wizard" och han döpte om organisationen till "The Knights Party". Han bestämde sig också för att acceptera medlemmar via e-postformulär, snarare än genom initieringsriter som hade varit Klan-praxis tidigare. Robb menar att Klanen som en ofarlig organisation och hävdar att den är "måttlig, optimistisk och vänlig". När Robb deltog i PBS-dokumentären Banished, jämförde Robb en Klan-huva med en affärsmans slips och hävdade att "det bara är tradition". 
Robb har också relationer med andra högerextrema grupper. Han har talat vid Aryan Nations årliga "världskongress" för hatgruppsledare, han har även synts på Jamie Kelsos vit makt-kanal Voice of Reason Radio Network, och han har regelbundet bidragit till vit makt-internetforumet Stormfront. Sedan 1996 har Robb varit en ledande förespråkare för idén om att vita människor skulle vara måltavla för folkmord.
Robbs parti ger ut kvartalspublikationenThe Crusader. Bara några dagar före det amerikanska presidentvalet i november 2016 skrev Robb en förstasidesartikel under rubriken "Make America Great Again" i The Crusader, skriven till stöd av Donald Trump och hans budskap. Trumpkampanjen svarade med att fördöma Crusader-artikeln.